# Body Talk (album Imagination)
Body Talk è l'album di debutto del gruppo musicale britannico Imagination, pubblicato nel giugno 1981.

## Tracce

### Lato A
1. Body Talk
2. So Good, So Right
3. Burnin' Up

### Lato B
1. Tell Me Do You Want My Love
2. Flashback
3. I'll Always Love You (But Don't Look Back)
4. In and Out of Love